# Saint-Mexme-les-Champs
Saint-Mexme-les-Champs est une ancienne commune française du département d'Indre-et-Loire. La commune n'a connu qu'une brève existence : dès 1792, elle est supprimée et rattachée à Chinon.
Au début de l'année 1789, Saint-Mexme-les-Champs est une paroisse de la ville de Chinon. Le tiers état de Saint-Mexme-les-Champs, comme ailleurs, rédige un cahier de doléances qui réclame surtout des allègements fiscaux.
Comme Parilly et Saint-Louand, Saint-Mexme-les-Champs, qui jouxte la commune de Chinon, est supprimé par décret du 24 juin 1792 et rattaché à Chinon. Plus précisément, ce sont les paroisses, dont celle de Saint-Mexme-les-Champs, qui sont supprimées par cette décision, et non les communes. Le 14 décembre 1792, le directoire de Chinon prend un arrêté qui rattache la commune de Saint-Mexme-les-Champs à celle de Chinon. Stricto sensu, cet arrêté est donc illégal.